# مي كوتشوك
مي كوتشوك، هو حساء معكرونة إندونيسي من لحم البقر، من تخصصات مدينة باندونغ، بجاوة الغربية. يتكون الطبق من المعكرونة التي يتم تقديمها في شوربة اللحم البقري الغنية، الكيكيل (وتر اللحم البقري)، براعم الفاصوليا والباكو (كرات اللحم البقري)، عصير الليمون الكافير، مع رشة من الكرفس الطازج، البصل الأخضر والكراث المقلي. بعض الوصفات قد تضيف أمعاء البقر.
في الإندونيسية يعني مصطلح "kocok" «اهتزاز»، وهو يشير إلى طريقة تليين وطهي المعكرونة عن طريق هز الشعرية الموضوعة في منخل من القصدير أثناء غليها بالماء الساخن. يستخدم الطبق شعيرية صفراء مسطحة.
لإضافة طعم وتبهير، يتم إضافة مانيس (صلصة الصويا الحلوة) ويمكن إضافة (سامبال). وتطلق نفس التسمية على طبق معكرونة مماثل أساسه الدجاج ولكنه يختلف قليلاً في مدينة شيريبون المجاورة.

## روابط خارجية
- وصفة مي كوتشوك
- وصغة مي كوتشوك باندونغ (بالإندونيسية)
- فيديو عن بائع مش كوتشوك متجول